# Бозон II (Прованс)
Бозон II (Boso II.; Bosone d'Arles; * 928; † 965/967) е от 935 г. граф на Авиньон, от 949 г. граф на Арл. Произлиза от фамилията Дом Прованс.

## Наследство
След смъртта на Хуго I през 947 г. Конрад III разделя Прованс на три графства. Бургундските братя Бозон и брат му Вилхелм получават графствата Арл и Авиньон.

## Фамилия
Бозон II се жени за Констанца Прованска, дъщеря на Карл Константин от род Бувиниди, граф на Виен, син на император Лудвиг III Слепи. Той има с нея двама сина:
- Ротбалд I (Roubaud) († 1008), граф на Арл и Прованс
- Вилхелм I (Guillaume le Libérateur) (* 952; † 994), граф на Арл и Прованс, след това маркграф на Прованс.